# Zwartkeelgors
De zwartkeelgors (Amphispiza bilineata) is een zangvogel uit de familie Passerellidae (Amerikaanse gorzen).

## Verspreiding en leefgebied
Deze soort telt 9 ondersoorten:
- A. b. bilineata: van centraal Texas) tot noordoostelijk Mexico.
- A. b. opuntia: van de zuidelijk-centrale Verenigde Staten tot noordelijk Mexico.
- A. b. deserticola: van de westelijke Verenigde Staten tot noordwestelijk Mexico.
- A. b. bangsi: zuidelijk Baja California (noordwestelijk Mexico).
- A. b. tortugae: Tortuga (Golf van Californië).
- A. b. belvederei: Cerralvo (Golf van Californië).
- A. b. pacifica: noordwestelijk Mexico.
- A. b. cana: San Esteban (Golf van Californië).
- A. b. grisea: het noordelijke deel van Centraal-en centraal Mexico.